# Herbert Friedlein
Herbert Friedlein (* 8. September 1936 in Nürnberg; † 22. März 2021 in Bayreuth) war ein deutscher Politiker (CSU).
Friedlein besuchte die Volksschule in Nürnberg-Eibach, die Oberrealschule an der Wölckernstraße in Nürnberg und das Städtische Konservatorium der Musik. Er studierte Rechtswissenschaften an den Universitäten Erlangen und Heidelberg, promovierte und war danach als  wissenschaftlicher Assistent an der Universität Erlangen-Nürnberg tätig. Ab 1963 arbeitete er als Assessor und erster Staatsanwalt am Verwaltungsgericht Bayreuth, juristischer Staatsbeamter am Landratsamt und Referent bei der Regierung von Oberfranken. Er gehörte dem Bayreuther Stadtrat von 1972 bis 1996 und dem Bayerischen Landtag von 1974 bis 1978 an.